# Béres Ilona
Béres Ilona (Budapest, 1942. június 4. –) a Nemzet Művésze címmel kitüntetett, Kossuth- és Jászai Mari-díjas magyar színésznő, érdemes és kiváló művész, a Nemzeti Színház és a Halhatatlanok Társulatának örökös tagja.

## Életpályája
A kispesti Wekerletelepen nőtt fel. Középiskolai tanulmányait a kispesti Landler Jenő Gimnáziumban végezte. 1956–1960 között a KISZ Központi Művészegyüttesben volt színjátszó. A Színház- és Filmművészeti Főiskolán 1964-ben Pártos Géza osztályában végzett. Osztálytársa volt többek között Halász Judit, Torday Teri, Szegedi Erika és Polónyi Gyöngyi.
1964–1966 között a debreceni Csokonai Színházhoz szerződött, majd 1966–67-re a Madách Színházhoz került.
1967–1969 között a Nemzeti Színház társulatában dolgozott, majd 15 évig a Vígszínház tagja volt 1969–1984 között.
1967-ben az Egy szerelem három éjszakája című film forgatásán (rendezte: Révész György) méltatlan helyzetbe hozták, amiért beperelte a Magyar Filmgyártó Vállalatot. Bár a pert megnyerte, 25 évig nem hívták filmszerepre.
1984-ben ismét a Nemzeti Színházhoz szerződött, ahova Vámos László hívta. 2000 és 2012 között a Pesti Magyar Színház tagja volt.
2013-tól a Magyar Művészeti Akadémia rendes tagja.
2014-től a Nemzeti Színházban és néhány darabban a József Attila Színházban is vendégszerepel.
2014-ben elsők között választották be a nemzet művészei közé.
1995–1999 között az Aase-díj kuratóriumának tagja volt. 2000-ben a MASZK Országos Színészegyesület elnökévé választották, 2004-ig töltötte be a tisztséget. 2007–2010 között A Pro Solidaritas 2007, a Magyar Színház művészeiért Alapítvány kuratóriumának elnöke volt. Évekig a Pesti Magyar Színiakadémia (korábban Nemzeti Stúdió) tanára volt.
Dekoratív megjelenésű, kifejező, mély orgánumú, szerepeit mindig alaposan kidolgozó művész, akit már pályakezdőként Lukács Margit és Sulyok Mária utódjaként emlegettek.

### Magánélete
Első férjéhez a diplomaosztójának másnapján ment hozzá, akitől később a Bessenyei Ferenccel való kapcsolata miatt vált el.
Második férjével, Tamással 1973 óta tart házassága. Budapest II. kerületében, a Cimbalom utcában élnek.

## Színpadi szerepei
- Szécsi Lajos: Sztanyiszlavszkij emlékest
- George Bernard Shaw: Tanner John házassága... Szobalány
- Füst Milán: Boldogtalanok... Víg Vilma
- Thurzó Gábor: Hátsó ajtó... Anni
- William Shakespeare: Ahogy tetszik... Rosalinda
- Móra Ferenc: Móra Ferenc emlékest
- Trencsényi-Waldapfel Imre: Ő és én... fekete nő
- Bertolt Brecht: Jó embert keresünk... Sen-Te; Sui-Ta
- Henrik Ibsen: Peer Gynt... Ingrid; a zöldruhás nő; Anitra
- Achard: A bolond lány... Josefa Lantenay
- Molnár Ferenc: Olympia... Olympia
- Jókai Mór: A bolondok grófja... Kalazánczia
- Shakespeare: Téli rege... Perdita
- G. B. Shaw: A cárnő... Nagy Katalin
- Emőd Tamás: Francia király... a márkiné
- Osborne: Bamberg-vér... Melanie hercegnő
- Müller Péter: Szemenszedett igazság... Sophie
- Bródy Sándor: A fejedelem... a fejedelemasszony
- Shakespeare: Szentivánéji álom... Hermia
- Németh László: Az áruló... Adél
- Shaw: Warrenné mestersége... Vivie; Warrenné
- Boldizsár Iván: Túlélők... Gizella; Szerb Antalné
- Gyurkó László: Szerelmem, Elektra... Khrüszothemisz
- Somlyó György: Somlyó György est...
- Franz Kafka: Amerika... Clara
- Jékely Zoltán: Angalit és a remeték... Angalit
- Shakespeare: Tévedések vígjátéka... Adriana; Emília
- Dosztojevszkij: A félkegyelmű... Aglaja
- Ibsen: Solness építőmester... Hilda Wangel
- Shaw: A hős és a csokoládékatona... Luka
- Szakonyi Károly: Adáshiba... Vanda
- Edlis: Hol van a testvéred, Ábel?... .a pincérlány
- Eugene O’Neill: Eljő a jeges... Cora
- Williams: Nyár és füst... Alma Winemiller
- Georges Feydeau: Bolha a fülbe... Raymonde
- Szenes Iván: Vízum nélkül... Álljunk meg egy pillanatra!...
- Csehov: Három nővér... Natalja Ivanovna
- Schwajda György: Palamédesz... Athéné
- Ayckbourn: Keresztül-kasul... Teresa Phillips
- Déry Tibor: Képzelt riport egy amerikai pop-fesztiválról... Beverley; Marianne
- Shakespeare: Vízkereszt, vagy amit akartok... Olívia
- Frisch: Don Juan, avagy a geometria szerelme... Miranda
- Csehov: Cseresznyéskert... Sarlotta Ivanovna; Ljubov Andrejevna Ranyevszkája
- Makszim Gorkij: Barbárok... Lídia
- Rolland: A szerelem és a halál játéka... Sophie de Courvoisier
- Lev Tolsztoj: Kreutzer szonáta... Marija Fjodorovna
- Bond: Fej vagy írás... leány
- Csurka István: Versenynap... Mimi
- Ken Kesey: Kakukkfészek... Ratched nővér
- Csurka István: Házmestersirató... Poós Zsuzsa
- Csurka István: Deficit... W
- Csehov: Platonov... Szofja
- Pomerance: Az elefántember... Miss Sandwich; Mrs. Kendal
- Örkény István: Forgatókönyv... Stella
- Krleža: Léda... Klara
- Vámos Miklós: Valaki más... nő
- Nagy András: Báthory Erzsébet... Báthory Erzsébet grófnő
- Páskándi Géza: A szélmalom lakói... Erzsébet
- Molière: Tartuffe... Elmira
- Makszim Gorkij: Jegor Bulicsov és a többiek... Glafira
- Euripidész: Trójai nők... Heléna
- Vészi Endre: Le az öregekkel!... Sasadiné
- Molière: Tudós nők... Philaminte
- Németh László: Galilei... Niccolininé
- Illyés Gyula: Lélekbúvár... özvegy Gáboryné
- Galgóczi Erzsébet: Vidravas... Karolina
- Sarkadi Imre: Elveszett paradicsom... Éva
- Bertolt Brecht: A kaukázusi krétakör... kormányzóné
- Márai Sándor: A kassai polgárok... Ágnes
- Örkény István: Tóték... Tótné
- Berkoff: Görög... Anya; Szfinx; Pincérnő II.
- Molnár Ferenc: Panoptikum avagy a király füle... Clementine hercegnő
- Gogol: Háztűznéző... Arina Pantyelejmonovna
- Misima: Komacsi a sírnál... öregasszony; Jaszuko; Dzsicuko; Szépség
- Sardou-Moreau: Szókimondó asszonyság... Szókimondó Kata
- Grimm fivérek: Csipkerózsika... Dajka
- Mikszáth Kálmán: Szent Péter esernyője... Wibra Anna; Smilinszkyné
- Euripidész: Médeia... Médeia
- Goethe: Faust... Márta
- Szomory Dezső: Bella... Louise
- Csiky Gergely: A nagymama... Langó Seraphine
- Móricz Zsigmond: Nem élhetek muzsikaszó nélkül... Mina néni
- Szabó Magda: Régimódi történet... Stillmungus Mária Margit
- Molnár Ferenc: A hattyú... Beatrix
- Krúdy Gyula: Szindbád kertje... Majmunka
- Williams: Az ifjúság édes madara... Alexandra del Lago
- Vörösmarty Mihály: Csongor és Tünde... Éj
- Misima Jukio: Sade márkiné... Mure Montreuil
- Pozsgai Zsolt: Boldog Asztrik küldetése... Gizella
- Merimée-Puskin-Bizet-Meilhac-Halévy: Carmen... Micaela anyja
- Belloon: A csütörtöki hölgyek... Heléne
- Puskin: Borisz Godunov... Sujszkij
- Hellman: Rejtett játékok... Albertine Prine
- Duffy: A világ feleségei...
- Huszka Jenő–Martos: Bob herceg... A királynő
- Weöres Sándor: Theomachia... Kronos
- McDonagh: Piszkavas... Mag
- Shakespeare: A windsori víg nők... Sürge asszony; Fordné
- Homérosz-Márai-Hamvas: Odüsszeusz Tours... Penelopé
- Dear: Hatalom... Ausztriai Anna
- Maurice Maeterlinck: A kék madár... Til Anyu; A Macska; Az Anyai Szeretet
- Bennett: Beszélő fejek... Dudorászó – Rosemary
- Wilder: Szent Lajos király hídja... Montemayor márkiné
- Trier: Hullámtörés... Stella McNeill
- Bolton-Woodehouse-Lindsay-Crouse-Weidman: Mi jöhet még?!... Evangeline Harcourt
- Füst Milán: Máli néni... Novák Amál
- Brecht: A szecsuáni jó ember... Isten
- Kesserling: Arzén és levendula... Abby
- Gershe: A pillangók szabadok... Mrs. Baker
- Tennessee Williams: Macska a forró tetőn... Édesanya
- Peter Shaffer: Equus... Hesther Salomon bírónő
- Eugène Ionesco: Székek... Öregasszony

## Filmjei

### Játékfilmek
- Esős vasárnap (1962)
- Az aranyember (1962)
- Hattyúdal (1963)
- Párbeszéd (1963)
- Igen (1964)
- Álmodozások kora (1965)
- A kőszívű ember fiai 1-2. (1965)
- Szentjános fejevétele (1966)
- Aranysárkány (1966)
- Nappali sötétség (1966)
- Egy szerelem három éjszakája (1967)
- Egy nap a paradicsomban (1967)
- N.N., a halál angyala (1970)
- Hófehér (1983; rajz-játékfilm) – Arrogancia (hang)
- Elveszett illúziók (1983)
- Macskafogó (1986; rajz-játékfilm) – Pissy (hang)
- Moszkva tér (2001)
- Reménytelen gyilkosok (2001)
- Macskafogó 2. – A sátán macskája (2007; 2D-s animációs film) – Pissy (hang)
- Bosszú (2008)

### Tévéfilmek
- Öröklakás (1964)
- Jövedelmező állás (1965)
- G. B. Shaw: Warrenné mestersége (1968)
- Az élő Antigoné (1968)
- Bánk bán (1968)
- A Hanákné ügy (1969)
- A fejedelem (1969)
- Gobseck (1969)
- Talpig úriasszony (1970)
- Tündérlaki lányok (1970)
- György barát (1972)
- Hannibál utolsó útja (1973)
- Az elsőszülött (1973)
- Bolond és szörnyeteg (1973)
- III. Béla (1974)
- A peleskei nótárius (1975)
- Az Elnökasszony 1-2. (1975)[14]
- Forduljon Psmithhez (1975)
- Münchhausen Fantáziaországban (1978)
- Kalaf és Turandot története (1978)
- Platonov (1984)
- Molière: Tartuffe (1985)
- Tizenötezer pengő jutalom (1985)
- A hivatásos szűz (1986)
- Földi kacaj (1986)
- Dada (1987)
- A sötétség virágai (1987)
- Zojka szalonja (1987)
- Vendéglátás (1989)
- A rágalom iskolája (1992)
- A csikós (1993)
- A körtvélyesi csíny (1995)
- Konrád György: Fenn a hegyen (2006)
- Hajónapló (2009)

## Szinkronszerepei
- A nagy balhé: Billie – Eileen Brennan
- Macskafogó: Pissy
- Macskafogó 2: Pissy
- Hófehér: Királynő
- Holnap történt: Sylvia – Linda Darnell
- Az éjszaka: Lidia – Jeanne Moreau
- Bolondok hajója: Condesa – Simone Signoret
- Casablanca: Yvonne – Madeleine LeBeau
- Egy férfi és egy nő: Anne Gauthier – Anouk Aimée
- Előzés: Lilly Cortona – Catherine Spaak
- Férfiszenvedély: Helen St. James – Jane Wyman
- Folytassa, Dick!: Martha Hoggett – Hattie Jacques
- Ítélet: Teresa Leoni – Sophia Loren
- Kékszakáll: Lilian – Karin Baal
- Kemény fiúk: Sandy – Hilary Shepard
- A faljáró Suzanne – Joan Greenwood[15]
- Mire megvirrad: Klára – Arletty
- Nyaraló gyilkosok: Daphne Castle – Maggie Smith
- Szeptember: Diane – Elaine Stritch
- Columbo: Képek keret nélkül (Mitilda) – Joan Shawlee (2. szinkron)
- Columbo: Gyönyörű gyilkos (Viveca Scott) – Vera Miles (2. szinkron)
- Columbo: A bűn jelöltje (Victoria „Vickie” Hayward) – Joanne Linville (1. szinkron)
- Derrick: Merénylet Derrick ellen (Kordáné) – Christine Wodetzky (1. szinkron)

## Hangjáték
- Ambrus Tibor: "Én nem akarok emlékezni arra..." (1963)
- Gyárfás Miklós: Sír az oroszlán (1965)
- John Dickson Carr: A császár szelencéje (1966)
- Sós György: A cipők éneke (1966)
- Vészi Endre: Passzív állomány (1967)
- Stanislaw Dygat: A Bodeni tó (1968)
- Vörösmarty Mihály: A két szomszéd vár (1968)
- Jókai Mór: Erdély aranykora (1969)
- Jurandot, Jerzy: A kilencedik igaz (1969)
- Lendvai György: A bálvány (1969)
- Agatha Christie: Gyilkolni könnyű (1970)
- Jókai Mór: Nincsen ördög (1970)
- Tersánszky Józsi Jenő: Mese a buta nyúlról (1970)
- Tersánszky Józsi Jenő: Illatos levélkék (1970)
- Vihar Béla: Az utas (1970)
- Erle Stanley Gardner: A Bedford-gyémántok (1971)
- Fodor Mária: Galambdúc (1971)
- Franz Kafka: A kastély (1971)
- László Endre: "Te csak húzzad, Bihari!" (1971)
- Nagy Lajos: Három boltoskisasszony (1971)
- Ambrus Tibor: Középnap (1972)
- Molère: Scapin furfangjai (1972)
- Veres Péter: Rossz asszony (1972)
- Jules Verne: Várkastély a Kárpátokban (1973)
- Karinthy Frigyes: Egy nőt szeretni (1973)
- László Anna: Árhullámok (1973)
- Áprily Lajos: Álom a vár alatt (1974)
- Arcképvázlat-Ludovico Ariostóról (1974)
- Balzac, Honoré de: Éva lánya (1975)
- Csiky Gergely: Az udvari kalap (1975)
- Hegedűs Géza: Istennők szerelme, avagy a kivétel is törvény (1975)
- Jaroslav Malir: A sorból az ötödik (1975)
- Szakonyi Károly: Adáshiba (1975)
- Török Tamás: Futballfantázia (1975)
- Albert Zsuzsa: „Kék, tavaszi fátyol” (1976)
- Dékány Kálmán: Szent Bertalan éjszakája (1976)
- Az ember hivattatása – misztérium (1976)
- Horgas Béla: Álomvásár (1976)
- Wolfgang Kohlhaase: Kürtös érkezik (1976)
- Csörsz István: A bolond kutya gazdája (1977)
- Fortuna (1977)
- Gyárfás Endre: Buddha (1977)
- Mykolas Sluckis: Nem veszett a mi kutyánk? (1977)
- Pedro Calderon de la Barca: Úrnő és komorna (1977)
- Ismeretlen ismerősök - Hunyady Sándor (1978)
- Vittorio Sermonti: Beszélgetés Marcus Aureliusszal (1979)
- Déry Tibor: Képzelt riport egy amerikai popfesztiválról (1979)
- Görgey Gábor: Hosszú telefon (1979)
- Ulla Ryum: A félbeszakadt előadás (1979)
- Zoltán Péter: Nofretete (1979)
- Gerhard Rentzsch: Évkönyv, avagy mese a kisvárosról (1980)
- Lukianosz: Hetérák párbeszédei (1980)
- Régi kövek beszélnek életről és halálról (1980)
- Ardi Liives: A sztaniolpapír (1981)
- Galsai Pongrác: Szamárfül a kaszásnak (1981)
- Gyenes György: Kettős csavar (1981)
- Hegedűs Géza: Az ágyban szerzett erődítmény (1981)
- Pekka Lounela: A csúnya hercegnő (1981)
- Zoltán Péter – A rombolás démona (1981)
- Dominique-André Kergal: Holnap történt (1982)
- Galsai Pongrác: Irodalmi fogadónap (1982)
- Matteo Bandello: A pajzán griffmadár (1982)
- Mecseki szimfónia (1982)
- Védőszellemek (1982)
- Arthur Schnitzler: Anatol (1983)
- Kopányi György: Hazalátogató (1983)
- Zajc, Dane: Kukurikú, avagy a kakas összeszedi magát (1983)
- Dino Buzzati: A nagy képmás (1984)
- Franz Kafka: A kastély (1984)
- Halat, sajtot Amszterdamból (1984)
- Hans Kasper: Nász (1984)
- Védőszellemek (1984)
- Végh György: Éva (1984)
- Hardy, Thomas: A weydoni asszonyvásár (1985)
- Kaffka Margit: Hangyaboly (1985)
- Kolin Péter: Elrendezés (1985)
- Tarbay Ede: Ketten kézenfogva (1985)
- Zalán Tibor: Anya, te vagy? (1985)
- Eliot, T.S.: Átokföldje (1986)
- Fenákel Judit: Nem jutunk ötről a hatra (1986)
- Franz Fühmann: Árnyak (1986)
- Heller: Valami történt (1986)
- Jesih, Milan: Koloratúra (1986)
- Moldova György: Vigyázat, harapok! (1986)
- Vathy Zsuzsa: Szállodaház (1986)
- Alekszej Arbuzov: Találkozás (1987)
- Dorogi Zsigmond: A század könnyei (1987)
- Németh László: Irgalom (1987)
- Pesti nőrabló (1987)
- Gábor Éva: Mackókuckó (1988)
- Simai Mihály: Gépirónia (1988)
- Stendhal: Armance (1988)
- Szomory: Sába királynője (1988)
- France: Az istenek szomjaznak (1989)
- Most fizet nekem a hűség (1990)
- Rejtő Jenő: Az őrszem (1991)
- Versek éve 1991 (1992)
- Hortácisz, Jeorjiosz: Nikolósz és Kaszándra (1993)
- Vaszary János: Tengerparti viperák (1993)
- Spiró György: Vak Béla király (1995)
- Anton Pavlovics Csehov: Sirály (1997) ...  Polina
- Lassing: Emilia Galotti (1999)
- Kirakóshangjáték avagy: miért halunk meg hiába? (2000)
- Száraz Miklós György: Atyamanó (2000)
- Egressy Zoltán: Vesztett éden (2001)
- Boldizsár Ildikó: A mindenek útja (2015) ... mesélő

## Díjai, elismerései
- Varsányi Irén-emlékgyűrű (1973)
- Jászai Mari-díj (1973)
- SZOT-díj (1982)
- Érdemes művész (1983)
- A Magyar Köztársasági Érdemrend tisztikeresztje (1992)
- Kiváló művész (1996)
- Kossuth-díj (2000)
- Magyar Filmkritikusok Díja – Legjobb női epizódszereplő (2002)
- A fővárosi önkormányzat díja (2003)
- Színikritikusok Díja – A legjobb női mellékszereplő (2003)
- Örökös tag a Halhatatlanok Társulatában (2004)
- Színikritikusok Díja – A legjobb női főszereplő (2004)
- A Nemzeti Színház örökös tagja (2004)
- Főnix díj (2005, 2009)
- Sík Ferenc-emlékgyűrű (2006)
- Prima díj (2011)
- A Magyar Érdemrend középkeresztje (2013)[16]
- Kispest díszpolgára (2013)
- A Nemzet Művésze (2014)
- Bilicsi-díj (2016)
- Tolnay Klári-díj (2017)
- Pro Urbe Budapest díj (2017)[17]
- Budapest díszpolgára (2019)
- A Magyar Filmakadémia életműdíja (2020)
- Magyar Szabadságért díj (2023)[18]
- Pécsi Ildikó-emlékdíj (2025)

## Portréfilmek
- Szerkeszti a színész – Béres Ilona műsora (1983)
- Mestersége színész – Béres Ilona (2005)
- Kézjegy – Szilaj szabadság: Béres Ilona színművész portréja (2010)
- Záróra – Béres Ilona (2011)
- Hogy volt?! – Béres Ilona televíziós munkáiból (2011)
- A nagyok – Béres Ilona (2016)
- Béres Ilona történetei (2017)
- XXI. század – Béres Ilona (2018)
- Húzós – Béres Ilona (2021)
- Ez itt a kérdés – Béres Ilona (2021)
- Főszerepben – Béres Ilona (2022)

## Könyvek róla
- Ablonczy László: Béres Ilona; MMA, Bp., 2022

## Verslemezek
- Mi még? (2018)